# Departamento Hucal
Das Departamento Hucal liegt im Osten der Provinz La Pampa im Zentrum Argentiniens und ist eine von 22 Verwaltungseinheiten der Provinz. 
Im Norden grenzt es an die Departamentos Utracán und Guatraché, im Osten an die Provinz Buenos Aires, im Süden an das Departamento Caleu Caleu und im Westen an das Departamento Lihuel Cahel. 
Die Hauptstadt des Departamento Hucal ist Bernasconi.

## Städte und Gemeinden
Die Gemeindegrenzen sind in der Provinz La Pampa oftmals nicht identisch mit den Grenzen der Departamentos. Das Departamento Hucal umfasst Teilgebiete der Gemeinden Abramo, Bernasconi, General San Martín und Jacinto Aráuz, inklusive ihrer Hauptstädte. Außerdem umfasst es Teile der Comisiones de fomento von Unanué und Perú, die ihren Hauptort in anderen Departamentos liegen haben.
- Abramo
- Bernasconi
- General San Martín
- Jacinto Aráuz

Koordinaten: 38° 0′ S, 63° 54′ W